# Agnostizismus

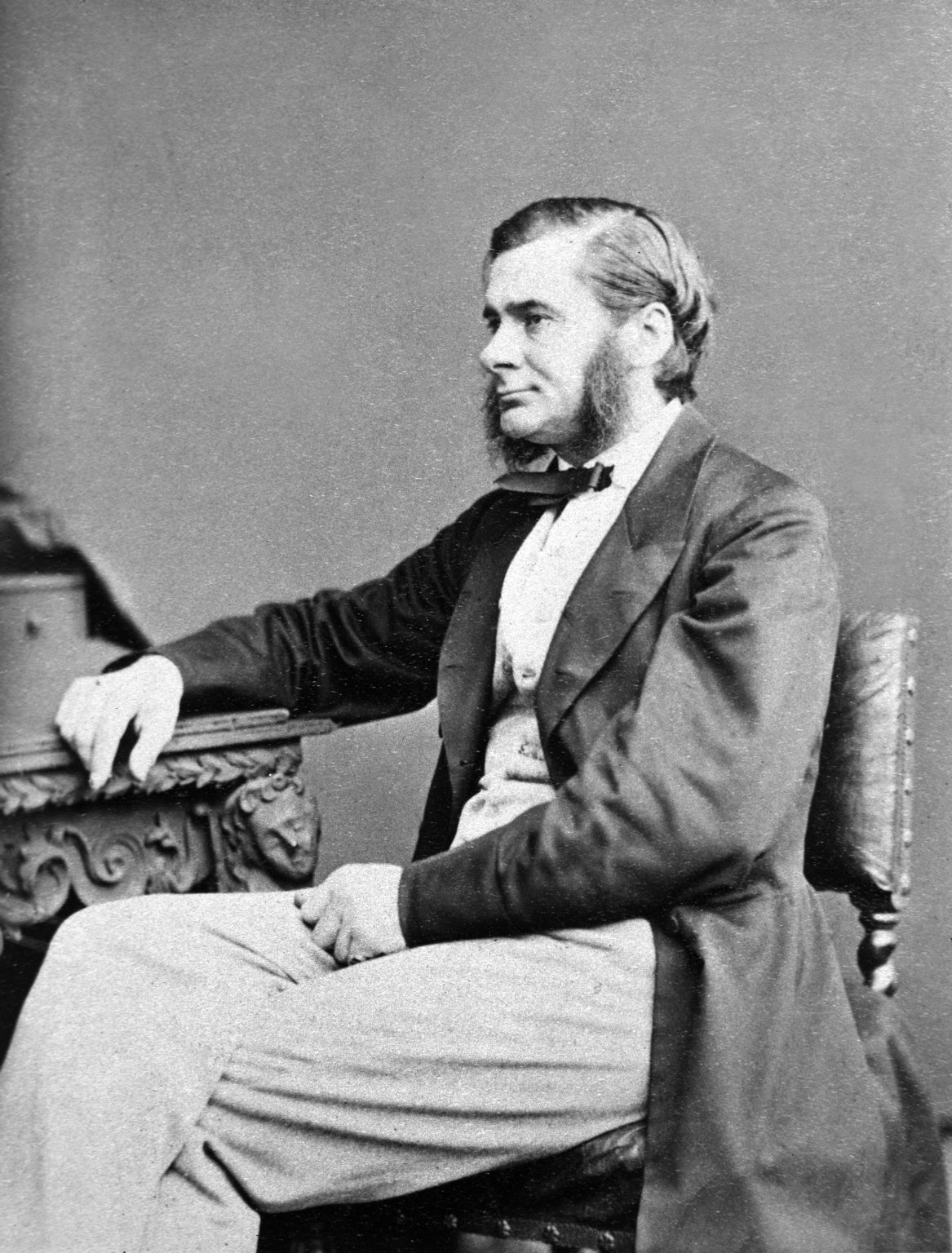
Thomas Henry Huxley prägte den Begriff des Agnostizismus entscheidend.

Agnostizismus (Neologismus zu altgriechisch γνωστικός gnōstikós „zum Erkennen, Einsehen geschickt, erkenntnisfähig, einsichtig“ und negierendem Alpha privativum ἀ- a-; Sinn etwa „Lehre der Unerkennbarkeit“) ist die philosophische Ansicht, dass Annahmen – insbesondere theologische, die die Existenz oder Nichtexistenz einer höheren Instanz, beispielsweise eines Gottes, betreffen – ungeklärt oder nicht klärbar sind. Vertreter des Agnostizismus werden als Agnostiker bezeichnet.
Agnostizismus ist eine Weltanschauung, die insbesondere die prinzipielle Begrenztheit menschlichen Wissens, Verstehens und Begreifens betont. Die Möglichkeit der Existenz transzendenter Wesen oder Prinzipien wird nicht bestritten. Agnostizismus ist sowohl mit Theismus als auch mit Atheismus vereinbar, da der Glaube an Gott und die Ablehnung von Gott möglich sind, selbst wenn die Gewissheit seiner Existenz oder Inexistenz fehlt. Ebenso ist die Auffassung, wonach atheistische Thesen wahrscheinlicher sind als theistische, mit dem Agnostizismus vereinbar. Die Frage „Gibt es einen Gott?“ beantworten Agnostiker nicht mit „Ja“ oder „Nein“, sondern mit „Ich weiß es nicht“, „Es ist nicht geklärt“, „Es ist nicht beantwortbar“ bzw. „Ich kann es nicht wissen (können)“ oder ähnlichem.

## Geschichte
Der Begriff des Agnostizismus wurde maßgeblich von Thomas Henry Huxley geprägt. Obwohl es sich um einen noch jungen Ausdruck handelt, ist die dahinter stehende Auffassung deutlich älter und findet sich unter anderem im Rigveda, bei Laozi sowie bei Sophisten und einigen anderen griechischen Vorsokratikern.
Bereits im 5. Jahrhundert v. Chr. erklärte Protagoras, einer der vorsokratischen sophistischen Philosophen der griechischen Antike, seinen agnostischen Standpunkt mit den Worten:

„Über die Götter allerdings habe ich keine Möglichkeit zu wissen, weder, dass sie sind, noch, dass sie nicht sind, noch, wie sie etwa an Gestalt sind; denn vieles gibt es, was das Wissen hindert: die Nichtwahrnehmbarkeit und dass das Leben des Menschen kurz ist.“

Eine – weniger reflektierte – agnostische Grundstimmung scheint in der frühen Römischen Kaiserzeit (parallel zum Beginn des Frühchristentums) in Teilen des Volks verbreitet gewesen zu sein; so legt der Schriftsteller Petronius in seinem satirischen Roman Satyricon (in der Szene des Gastmahls des Trimalchio) der Romanfigur Ganymedes diese Worte in den Mund:

„Niemand glaubt mehr an den Himmel, niemand hält die Fasten, niemand kümmert sich um Jupiter, sondern alle machen die Augen zu und zählen nur ihren Zaster.“

Im 18. und 19. Jahrhundert legten die Philosophen David Hume, Immanuel Kant und Søren Kierkegaard kritische Gegenpositionen zu den verschiedenen Gottesbeweisen dar, worin sie ihre Zweifel ausführten, dass es einen definitiven, unangreifbaren Beweis für oder gegen die Existenz Gottes geben könne. Der US-amerikanische Redner Robert G. Ingersoll wird aufgrund seiner wohlformulierten Texte zu diesem Thema auch als „the Great Agnostic“, „der Große Agnostiker“, bezeichnet.
Im 20. Jahrhundert gilt Bertrand Russells religionskritischer Essay Warum ich kein Christ bin (1927) als ein klassisches Dokument des Agnostizismus. Eine spätere Schrift desselben Verfassers heißt Am I an Atheist or an Agnostic? („Bin ich Atheist oder Agnostiker?“).

## Varianten des Agnostizismus
Agnostischer Atheismus
Agnostische Atheisten sind atheistisch, weil sie keinen Glauben an die Existenz einer oder mehrerer Gottheiten haben, und agnostisch, weil sie nicht behaupten zu wissen, dass keine Gottheit existiere.
Agnostischer Theismus
Agnostische Theisten behaupten, kein Wissen von der Existenz einer Gottheit zu haben; dennoch glauben sie an eine (oder mehrere) solche.
Apatheismus (auch „apathischer“ oder „pragmatischer Agnostizismus“)
Die Ansicht, dass die Frage nach der Existenz oder Nichtexistenz Gottes uninteressant und bedeutungslos sei. Selbst falls eine oder mehrere Gottheiten existierten, habe ihre Existenz offenbar keine große Bedeutung für das Leben der Menschheit. Der Apatheismus basiert auf Ansichten des griechischen Philosophen Epikur.
Ignostizismus
Die Ansicht, dass die Frage nach der Existenz oder Nichtexistenz „Gottes“ bedeutungslos ist, solange es keine kohärente Definition des Begriffs „Gott“ gibt. Ein Ignostiker sagt: „Ich weiß nicht, was du mit einer höheren Existenz meinst, und kann daher keine Aussage über dessen Existenz oder Nicht-Existenz machen.“ Der Ausdruck Ignostizismus wurde von Rabbi Sherwin Wine (1928–2007) geprägt, dem Gründer der Gesellschaft für Humanistisches Judentum. Ursprünge sind allerdings schon in der Spätantike zu finden.
Die Lehre, dass man vom wahren Sein, besonders von Gott nichts wissen könne, daher alle Aussagen über sein Wesen, auch die Behauptung oder Leugnung seines Daseins in der Schwebe lassen müsse. Eine den Agnostizismus kennzeichnende Formel ist das Wort des Naturforschers Emil du Bois-Reymond: Ignoramus, ignorabimus (wir wissen nicht, noch werden wir je wissen).
Starker Agnostizismus (auch „harter“, „geschlossener“, „strenger“ oder „permanenter Agnostizismus“)
Die Ansicht, dass die Existenz oder Nichtexistenz von Göttern prinzipiell unerkennbar ist, für alle Menschen und für alle Zeiten.
Schwacher Agnostizismus (auch „weicher“, „offener“, „empirischer“ oder „temporaler Agnostizismus“)
Die Ansicht, dass die Existenz oder Nichtexistenz von Göttern für den Äußernden selbst und zum Zeitpunkt der Äußerung unbekannt sei.
Undogmatischer Agnostizismus
Der Zustand, welcher sich für den Gläubigen ergibt, wenn er von einem Glauben abfällt (welcher auch jede Form des Atheismus sein kann) und nun auf der Suche nach einem neuen Glauben ist.

## Agnostizismus und Theismus
Prinzipiell sind Agnostizismus und Theismus miteinander vereinbar, denn man kann an einen Gott glauben, auch ohne seine Existenz für gesichert zu halten (epistemische Logik, z. B. Glauben als „Für-Wahrscheinlich-Halten“).
In der Praxis jedoch stehen viele Agnostiker dem Glauben an [konkrete] Gottheiten kritisch gegenüber. Die Gottesbeweise des Theismus (z. B. im Judentum, Christentum oder Islam), das Offenbarungswissen und die in Religionen überlieferten Wunder und sonstigen Argumente für die Existenz höherer Wesen halten nach dem Urteil von Agnostikern einer wissenschaftlichen Überprüfung nicht stand. Eine Gottestheorie, die nicht widerlegt werden kann, gilt in den Augen vieler Agnostiker wegen des Fehlens der Falsifizierbarkeit als unwissenschaftlich, wie in der Analogie von „Russells Teekanne“ verdeutlicht wird. Dies sagt zunächst nichts über ihre Wahrheit aus. Sie sollte jedoch nach der als Ockhams Rasiermesser bekannten Denkregel vermieden werden, da sie ein unnötig komplizierter Erklärungsversuch sei. Viele Agnostiker lehnen insbesondere anthropomorphe Gottesvorstellungen ab, da ihnen diese zu stark an die menschliche Kultur und Vorstellungswelt gebunden scheinen.
Eine Form des Theismus, die von manchen Richtungen des Agnostizismus akzeptiert wird, ist der Pantheismus, der die Welt, die Natur und das Universum als „göttlich“ bezeichnet, ohne darüber hinausgehende Gottheiten zu postulieren. Manche Philosophen, beispielsweise Schopenhauer, bezeichneten den Pantheismus allerdings lediglich als dezenten Atheismus.

## Agnostizismus und Atheismus
Gelegentlich wird der Agnostizismus fälschlich mit Atheismus gleichgesetzt. Es handelt sich jedoch um zwei verschiedene Theorien. Beim Agnostizismus geht es um die prinzipielle (Un-)Möglichkeit der abschließenden Gewissheit in Anbetracht bestimmter Fragestellungen (z. B. jener nach der Existenz Gottes), beim Atheismus dagegen um die Überzeugung, dass nachvollziehbare Beweise für die Existenz Gottes bislang nicht erbracht wurden oder dass Gott nicht existiert. Daher ist der Agnostizismus vor allem eine philosophische Grundsicht, während sich der Atheismus vornehmlich als Gegenpol zum Theismus sieht.
Unter den nicht-theistischen Agnostikern findet man zweierlei Einstellungen zum Atheismus:
- Die Ablehnung sowohl des (starken) Atheismus als auch des Theismus. Angesichts der Begrenztheit menschlichen Wissens über das Universum und der Begrenztheit unserer Vorstellungskraft sei es ebenso irrational, einen „pauschalen Glauben an die Nicht-Existenz“ wie einen konkreten oder unkonkreten Glauben an die Existenz eines Gottes anzunehmen. Von Vertretern dieser Position wird betont, dass es grundsätzlich unnötig sei, sich – etwa mittels einer Abschätzung von Wahrscheinlichkeiten oder aufgrund eines philosophischen Weltbilds – auf eine „Glaubensposition“ in dieser Frage festzulegen.
- Die Synthese von Agnostizismus und (schwachem) Atheismus. Sie wird, je nach Sichtweise, als agnostischer Atheismus oder als atheistischer Agnostizismus bezeichnet – über die Rangfolge der Konzepte herrscht Uneinigkeit. Bei dieser Position wird die Ansicht vertreten, dass die Existenz eines Gottes zwar unbekannt ist, jedoch auf Grundlage von Ockhams Rasiermesser die Nicht-Existenz plausibler sei.[5]

## Erweiterter Begriff
Das Wort Agnostizismus kommt in einer erweiterten Bedeutung außer in theologischen auch allgemein in metaphysischen oder erkenntnistheoretischen Kontexten zur Anwendung, beispielsweise in Bezug auf die Frage, ob es ein Leben nach dem Tod oder eine Reinkarnation gibt. Auch hier kann eine agnostische Position eingenommen werden, die die Ungewissheit eingesteht oder betont.
Selten wird der Ausdruck Agnostizismus synonym zu Skeptizismus verwendet, um erkenntnistheoretische Lehren zu bezeichnen, die die Erkennbarkeit der Welt insgesamt oder in wesentlichen Bereichen bezweifeln.

## Kritik
Aus theistischer Sicht übt die Natürliche Theologie grundsätzliche Kritik am Agnostizismus. Diese behauptet, dass man ohne Rückgriff auf göttliche Offenbarungen allein mit den Mitteln der menschlichen Vernunft beweisen könne, dass Gott existiere. Thomas von Aquin widmete dem Agnostizismus (ohne dieses Wort zu verwenden) in seiner summa contra gentiles das 12. Kapitel des 1. Buches. Darin kommt er zum Schluss, dass man zwar nicht beweisen könne, was Gott sei, aber sehr wohl, dass Gott existiere. Dieser Standpunkt wurde später von vielen Philosophen – darunter Kant – verworfen, da sich die Existenz Gottes (vgl. Gottesbeweis) weder verifizieren noch falsifizieren lasse. Für Joseph Ratzinger ist ein Agnostizismus nur eine theoretische, jedoch keine praktische Option: „Als reine Theorie erscheint er höchst einleuchtend, aber Agnostizismus ist seinem Wesen nach mehr als Theorie“. Sie entgleite wie eine Seifenblase, wenn man sie in ihrer wahren Reichweite zu „praktizieren“ versuche. Vor der Frage nach Gott sei „dem Menschen Neutralität nicht eingeräumt“ und er könne nur „Ja oder Nein sagen und dies jeweils mit allen Konsequenzen bis in die kleinsten Dinge des Lebens hinein.“
Auch von Seiten des Atheismus wird der Agnostizismus kritisiert. So meint der britische Biologe Richard Dawkins in seinem Buch Der Gotteswahn, dass „ein gewisser Agnostizismus [zwar die] angemessene Haltung in vielen wissenschaftlichen Fragen“ sei, doch bei Gott sei dies nicht der Fall, da die Existenz oder Nicht-Existenz Gottes nicht gleich wahrscheinliche Optionen seien. Er selbst bezeichnet sich als „de facto atheistisch“: Er halte die Existenz eines Gottes für sehr unwahrscheinlich und führe sein Leben unter der Annahme, dass es ihn nicht gäbe – eine Verfahrensweise, die er den Menschen im Allgemeinen attestiert. So würden wir im alltäglichen Leben dazu neigen, über Dinge, deren Existenz wir, streng betrachtet, nie völlig ausschließen könnten, etwa die Zahnfee, Russells Teekanne oder das Fliegende Spaghettimonster, so zu reden, als existierten sie nicht.